# Villa della Luna

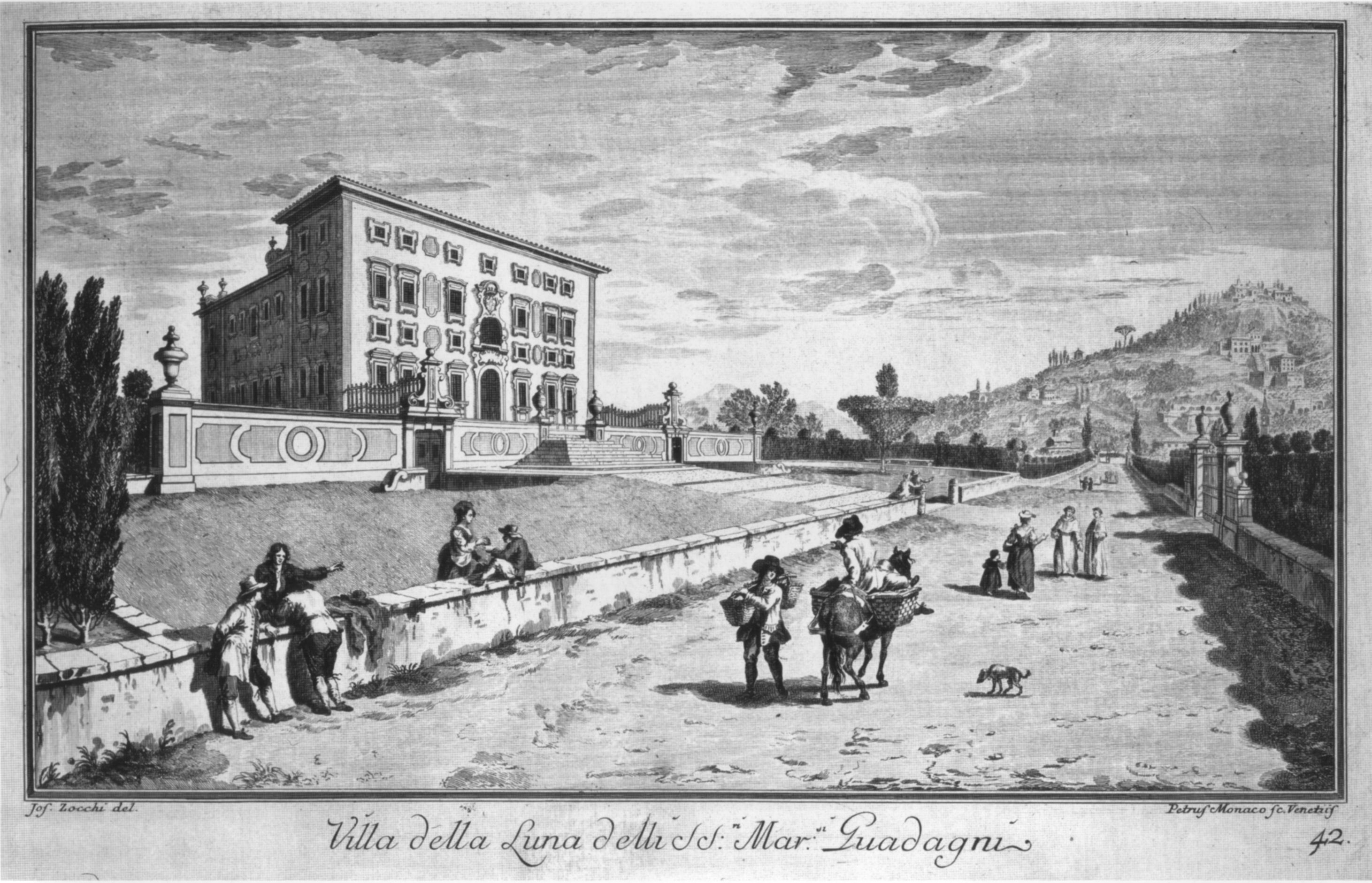
La villa in un'incisione del 1744 di Giuseppe Zocchi

Villa delle Lune si trova a Firenze tra via della Piazzuola e via Boccaccio, non lontano dal confine comunale con Fiesole.

## Storia e descrizione
Fu fatta costruire da Bartolomeo Scala, su disegno di Giuliano da Sangallo, verso la fine del XV secolo. Ai primi del XVI secolo la villa passò ai Guadagni che la fecero ingrandire e restaurare nel 1710. 
Poi i Dufour Berte la fecero rimodernare dall'architetto Giuseppe Poggi. La villa passò quindi alla famiglia Pisa;  durante la guerra 1915-1918 Luigi Pisa (Milano 1890- ivi 1930) vi aprirà un ospedale per i feriti che venivano dal fronte. In seguito la villa cambiò nuovamente proprietari.